# Felicjan Kępiński
Felicjan Eugeniusz Piotr Kępiński (* 29. April 1885 in Piotrków Trybunalski, Polen; † 8. April 1966 in Warschau) war ein polnischer Astronom.

## Herkunft
Felicjan Kępińskis Geburtshaus befindet sich in der Straße des 3. Mai in Piotrków Trybunalski in der Woiwodschaft Łódź; hier wurde er als Sohn von Felicjan Konstanyn Kępiński und Anna Keral geboren. Die Familie war römisch-katholischen Glaubens.

## Studium
Mit Auszeichnung beendete er im Jahr 1903 seine Schulzeit am Piotrkówer Gymnasium und begann ein Studium an der
Fakultät für Physik und Mathematik der Technischen Universität Warschau (poln. Politechnika Warszawska). Im Verlauf des Generalstreiks vom 11. September 1905 brachen in Warschau politische Unruhen aus. Da der Universitätsbetrieb Warschaus daraufhin geschlossen wurde, wechselte Felicjan Kępiński zur Fortsetzung seines Studiums ins Ausland, nach Deutschland. Bis 1906 studierte er die Fächer Mathematik und Astronomie an der Universität Leipzig, danach an den Universitäten Göttingen (1906–1909) und Berlin (1909–1912).

## Beruflicher Werdegang
Im Februar 1913 erlangte er in Berlin mit seiner Inaugural-Dissertation „Über die periodischen Lösungen jupiternaher Planetoiden“ den Titel eines Doktors der Philosophie (die Naturwissenschaften waren seinerzeit den Philosophischen Fakultäten zugeordnet). Die wissenschaftliche Arbeit Kępińskis wurde im Februar 1913 im Journal Astronomische Nachrichten veröffentlicht. Den Inhalt fasste Dr. Freundlich (Neubabelsberg) wie folgt zusammen:
„An der Spitze der Untersuchung steht die Forderung: Exzentrizität der Jupiterbahn
e‘ ≠ 0. Von dieser Forschung ausgehend, werden
1. die Unmöglichkeit analytischer Lösungen im Bereich der Poincaréschen periodischen Lösungen für den Typus (p+1)/p nachgewiesen;
2. die Anfangskonstellationen, die zu periodischen Lösungen führen, erweitert;
3. für den Fall (p+2)/p periodische Schwankungen der elliptischen Elemente innerhalb der Periode der Poincaréschen Lösungen durch kurzperiodische Glieder diskutiert und für den Fall 5/3 durchgerechnet.“

Kępińskis astronomische Berechnungen ermöglichten es unter anderem, den kurzperiodischen Kometen 22P/Kopff nach dessen Annäherung an den Planeten Jupiter im Jahr 1954 erneut zu orten.
Felicjan Kępiński war seit 1913 mit Krystyna Giustiniani (1883–1970) verheiratet. Das Paar bekam mindestens einen Sohn und die Tochter Ira (1911–1989). Sie wurde in Fachkreisen unter ihrem Ehenamen Kożniewska als Mathematikerin bekannt.
Bis Ende des Ersten Weltkriegs war Felicjan Kępiński als wissenschaftlicher Assistent an der Sternwarte Berlin-Babelsberg in Neubabelsberg tätig. Nach Kriegsende kehrte er nach Polen zurück und bekleidete eine Assistentenstelle am Warschauer Polytechnikum, wo er sich mit Fragen der Geodäsie zu beschäftigen begann. 1925 gründete er ein astronomisches Observatorium in Warschau. 1927 wurde er zum außerplanmäßigen, 1938 zum ordentlichen Professor der Astronomie ernannt.
Während des Zweiten Weltkriegs starb sein Sohn; er selbst verlor im Mai 1943 während der deutschen Besatzung von Warschau ein Auge. Nach Kriegsende beteiligte er sich aktiv am Wiederaufbau der zerstörten Technischen Universität von Warschau, besonders was den Bereich der praktischen Astronomie und den Aufbau einer Bibliothek betraf. Von 1925 bis 1955 war er Direktor des von ihm gegründeten astronomischen Observatoriums. Die Schwerpunkte seiner Arbeit lagen in den Bereichen der Himmelsmechanik und Geodäsie. Zahlreiche Fachpublikationen zeugen von seiner regen Forschungstätigkeit.
Felicjan Kępiński starb 1966 in Warschau, begraben wurde er auf dem Friedhof Powązki (Grabstelle 281-III-22).
Im Jahr 1979 benannte die Internationale Astronomische Union ihm zu Ehren einen Einschlagkrater auf der Rückseite des Mondes, nämlich den Mondkrater Kępiński.